# Wieża zegarowa w Izmirze
Wieża zegarowa w Izmirze (tur. Izmir Saat Kulesi) – zabytkowa budowla z zegarem na placu Konak w Izmirze w Turcji, uznawana za symbol miasta.

## Historia
Autorem projektu zegara był francuski architekt Raymond Charles Péré. Obiekt został zbudowany w 1901 roku, aby upamiętnić  25. rocznicę wstąpienia na tron Abdülhamida II. Rocznica mijała 1 września i obowiązek zorganizowania obchodów miały wszystkie miasta wchodzące w skład Imperium. Raymond Charles Péré wygrał kontrakt na budowę wieży o wartości 1700 lirów osmańskich. W skład komisji, która wybrała zwycięski projekt weszli: gubernator, urzędnicy i najbardziej znani kupcy. Prace przy budowie zostały ukończone w sierpniu 1901 roku. 1 września zostały włączone fontanny i uruchomiono zegar. Jest on darem cesarza Wilhelma II. Zegar nie działał przez dwa lata po trzęsieniu ziemi w 1974 roku.

## Opis
Wieże zegarowe były budowane w różnych miastach Imperium Osmańskiego. Nosiły one nazwę Sahat Kula (z tureckiego Saat Kulesi, co oznacza wieża zegarowa). Wieża w Izmirze została zaprojektowana w stylu architektury osmańskiej. Zbudowana jest na czterostopniowej platformie z białego marmuru; wieża jest ośmiokątna i ma cztery piętra. Jej szkielet jest wykonany z żelaza i ołowiu, a na dole zostały umieszczone cztery fontanny (şadırvan).

## Srebrny model
Na podstawie rysunków Raymonda Charlsa Péré, Zingulli Usta, jubiler ze Stambułu wykonał 90-centymetrowy model wieży w srebrze. Jest on obecnie przechowywany w muzeum pałacu Topkapı. 